# ENIAC
ENIAC, скраћеница од енглеске сложенице Electronic Numerical Integrator And Computer означава први дигитални електронски рачунар ког је било могуће програмирати у циљу решавања широког спектра рачунарских проблема, мада су и ранији рачунари прављени са неким од ових особина. ENIAC је дизајниран и изграђен у сврху израчунавања балистичких таблица за америчку војску. Први проблеми решавани на ENIAC-у били су, пак, повезани са израдом хидрогенске бомбе.

## Развој
Уговор је потписан 5. јуна 1943. и пројекат PX водила је Мурова школа електроинжењерства при Пенсилванијском универзитету почев од јула 1943. Пројекат је обелодањен 14. фебруара 1946. на Пену и коштао је скоро 500.000 америчких долара. Рад на ENIAC–у је прекинут 9. новембра 1946. ради обнове и надоградње меморије, и пребачен је у Мериленд 1947. године. Ту је поново пуштен у рад 29. јула исте године, и радио је непрестано све до 23:45 2. октобра 1955. године.
ENIAC је настао по замисли и дизајну Џона Вилијама Мочлија (John William Mauchly) и Џона Преспера Екерта (John Presper Eckert) са Пенсилванијског универзитета. Патент на ENIAC-а који је одобрен 1946. је поништен пресудом америчког Савезног суда у случају Ханивел против Сперија Ранда (Honeywell, Inc. v. Sperry Rand Corp., et al.), која је представљала прекретницу јер је њом изум електронског дигиталног рачунара стављен у јавно власништво.

### Опис
У физичком погледу, ENIAC је био огроман у односу на савремене рачунарске стандарде. У себи је садржао 17468 вакуумских цеви, 7200 кристалних диода, 1500 релеја, 70000 отпорника, 10000 кондензатора и око 5 милиона ручно залемљених спојница. Тежио је око 27 тона, а димензије су му биле 2,4 m (7,9 ft) са 0,9 m (3,0 ft) са 30 m (98 ft), заузимао је 167 m2 (1.800 sq ft) и трошио је 150 kW снаге. Улаз је био могућ са IBM читача, док је IBM бушач за картице коришћена за излаз. Ове картице су могле стварати штампани излаз користећи IBM рачунску машину, вероватно IBM 405.
ENIAC је користио померачке регистре (шифт-регистре) чији је излаз спојен са улазом (енг. ring counter) са десет позиција за складиштење бројева; свака цифра користила је 36 електронских цеви, од којих су десет биле двоструке триоде које су чиниле бистабилна кола померачког регистра. Аритметика је извођена „бројећи“ откуцаје бројача и генерисањем носећих тактова уколико би дошло до прекорачења капацитета, при чему је идеја била у томе да се опонаша у електроници операција цифарских точкова механичке машине за сабирање. ENIAC је имао 20 десетоцифрених меморијских елемената који су користили методу комплемента од 10 и могао је да изводи 5.000 простих операција сабирања или одбројавања између било ког од њих и извора (нпр. другог акумулатора, сталног преносника) сваке секунде. Било је могуће повезати више акумулатора да раде истовремено, тако да је брзина извршавања операција била потенцијално много бржа захваљујући паралелном раду. Било је могуће повезати садржај једног акумулатора са другим да би се извела аритметика двоструке прецизности, али тајминг кола у акумулатору је спречавао повезивање три или више акумулатора ради више прецизности.

### Брзина
ENIAC је користио четири од ових акумулатора контролисаних посебном јединицом Множиоца и могао је да обавља 385 операција множења у секунди. Са пет акумулатора било је управљано нарочитом јединицом Делиоца/Израчунаоца квадратног корена и могао је да обавља четрдесет операција дељења или три операције израчунавања квадратног корена у секунди. Осталих 9 јединица у ENIAC – у су биле иницијациона јединица (покретала је и заустављала машину), циклусна јединица (синхронизовала друге јединице), главни програмер (контролисао „кривудаво“ кретање), читач (управљао IBM читачем бушених картица), штампач (управљао бушачем картица), стални преносник и три таблице функција. У инжењере који су дизајнирали спадају Боб Шо (Bob Shaw) (таблице функција), Чуан Чу (Chuan Chu) (делилац/израчуналац квадратног корена), Кајт Шарплес (Kite Sharpless) (главни програмер), Артур Буркс (Arthur Burks) (множилац), Хари Хаски (Harry Husky) (читач/штампач) и Џек Дејвис (Jack Davis) (акумулатори).
Опис Рохаса и Хашагена (Rojas & Hashagen) пружа више детаља о трајању операција, које се донекле разликује од горе наведених. Основни такт машине је био 200 микросекунди или 5.000 циклуса у секунди за операције са десетоцифреним бројевима. У једном од ових циклуса, ENIAC је могао да упише број у регистар, прочита број из регистра или да сабере два броја. За множење 10 – цифреног броја d – цифреним бројем (за d мање од или једнако од 10) требало је d+4 циклуса, тако да је за множење 10 – цифреног 10 – цифреним бројем требало 14 циклуса, или 2800 микросекунди – дакле, брзином од 357 по секунди. Уколико би један број имао мање од 10 цифара, операција би била тим бржа. Дељење и рачунање квадратног корена трајало је 13(d+1) циклуса, где је d број цифара у резултату (коефицијент или квадратни корен). Тако је дељење или квадратни корен трајало највише 143 циклуса, или 28600 микросекунди – брзина од 35 по секунди. Ако би резултат имао мање од 10 цифара долажење до њега захтевало би мање времена.

## Поузданост
Основне компоненте ENIAC– а биле су електронске цеви коришћене у радио-пријемницима и осталим електронским уређајима тог времена. Свака кориштена електронска цев је имала 8 ножица и ове цеви звале су се окталне цеви (по врсти подножја). Приликом конструкције коришћено је 7 различитих врста електронских цеви:
- електронске цеви типа 6SN7 коришћене за бистабилне мултивибраторе који су чинили декадне акумулаторе - меморију ENIACа
- електронске цеви типова 6L7, 6SJ7, 6SA7 и 6AC7 коришћене за логичке склопове И, ИЛИ, НЕ
- електронске цеви типова 6L6 и 6V6 коришћене за слање сигнала и за појачавање сигнала између делова конструкције

Неки стручњаци предвидели су да ће се кварови на цевима јављати тако често да машина никада неће бити употребљива. Ова предсказања испоставила су се делимично тачним: неколико цеви прегоревало је скоро сваког дана, остављајући га нефункционалним скоро половину времена. Нарочите високопоуздане цеви нису биле доступне све до 1948. Међутим, већина ових кварова дешавала се током загревања и хлађења, када су грејачи и катодне цеви били под највећим грејним притиском (термалним стресом). Зато је уведено неколико новина:
- се није никада гасио. Овим веома једноставним (мада изузетно скупим) решењем инжењери су смањили број отказивања цеви ENIAC– а на прихватљиву стопу од само једне цеви свака два дана.
- напајање компоненти је смањено 10% од номиналног – смањењем напона смањивала се оптерећеност унутар електронске цеви и тиме продужавао радни век
- све компоненте су биле доступне на предњој страни рачунара што је омогућавало бржу замену електронских цеви, те омогућавало проверу рада рачунара по паљењу и гашењу појединих цеви.

Према интервјуу са Екертом 1989. године цеви које су се непрестано квариле биле су углавном мит: „Чак и када нам прегори цев, што се дешава тек на сваких пар дана, у могућности смо да лоцирамо проблем у року од 15 минута.“
1954. године најдужи период рада без аномалија био је 116 сати (близу пет дана).

## Програмабилност
Шест жена које су се највише бавиле програмирањем ENIAC – а управљајући његовим прекидачима и кабловима примљене су 1997. у Women in Technology International Hall of Fame. Њихова имена су Кеј Мекнолти (Kay McNulty), Бети Џенингз (Betty Jennings), Бети Снајдер (Betty Snyder), Марлин Вескоф (Marlyn Wescoff), Френ Билас (Fran Bilas) и Рут Лихтерман (Ruth Lichterman).
Екерт и Мочли искористили су искуство које су стекли и основали су Екерт – Мочли Рачунарску Корпорацију, која је произвела свој први рачунар, BINAC, 1949. пре него што ју је купио Ремингтон Ранд 1950. и преименовао у свој UNIVAC одељак.
ENIAC је био јединственог дизајна и никада није поновљен. Заустављање на дизајну из 1943. значило је да је рачунар имао велики број недостатака који нису решени, поготову немогућност похрањивања програма. Али идеје произашле из рада на њему и инспирација многим људима као што је Џон фон Нојман имале су веома значајан утицај на развој каснијих рачунара, у првом реду EDVAC, EDSAC и SEAC.
На ENIAC – у је учињен велики број унапређења, почев од 1948, укључујући примитивни „само за читање“ похрањен механизам за програмирање који је користио таблице функција као програмски ROM, што је била идеја предложена од стране Џона фон Нојмана (John von Neumann). Три цифре једног акумулатора коришћен је као бројилац програма, други акумулатор је коришћен као главни акумулатор, следећи акумулатор је коришћен за учитавање адреса за читање података са таблица функција, док је остатак акумулатора (1 – 5, 7, 9 – 14, 17 – 19) углавном био коришћен као податковна меморија.
Први пут је представљен као рачунар похрањеног програма 16. септембра 1948, том приликом извршавајући програм који је написала Адел Голдстин (Adele Goldstine) по замисли Џона фон Нојмана. Ова измена умањила је брзину рада за фактор шест и уклонила могућност паралелног оперисања, али узевши у обзир да је скратила време потребно за репрограмирање, које је иначе трајало данима, на сате, сматрало се веома вредно искоришћеним губитком перформанси. Такође, анализе су показале да као резултат разлика између брзине рачунања и електромеханичке брзине улаз/излаз, скоро сваки практичан проблем из стварног света је био I/0 везан чак и ако се не користи првобитна паралелност машине и већина би била I/0 везана, чак и после смањења у брзини узрокованог овом редукцијом.
Јула 1953, проширење од 100 речи меморије језгра додато је систему, користећи кодирање бинарном децималом, excess-3 представљање броја. Да би подржао ово проширење меморије, ENIAC је опремљен новим одабирачем Таблица функција, Одабирачем меморијске адресе, колима за обликовање импулса, а и три нове наредбе су додате механизму програмирања.

## Упоређивање са другим раним компјутерима
Механичке и електричне рачунске машине постоје од 19. века, али 1930–е и 40–е се сматрају почетком модерне компјутерске ере.
- Немачки Z3 (откривен јавности 1941) дизајнирао је Конрад Цузе (Konrad Cuze)
- Амерички Атанасов-Бери рачунар (Atanasoff – Berry Computer – ABC) (представљен јавности 1941) неки су сматрали првим електронским дигиталним компјутером. Имплементирао је бинарно рачунање вакуумским цевима али није био за општу употребу, пошто је био ограничен на решавање система линеарних једначина. Исто тако није искористио брзину електронског начина рачунања, пошто је био ограничен кондензаторском меморијом типа ротирајућег бубња и улазно – излазним системом који је био урађен тако да међурезултате исписује на папирне картице.
- Британски рачунар Колос (Colossus) (представљен јавности 1943) дизајнирао је Томи Флауерс (Tommy Flowers). Colossus је био дигитални, потпуно електронски и могао је бити програмиран преповезивањем каблова, али није био у потпуности опште намене.
- Хауард Ејкенов (Howard Aiken) Harvard Mark I из 1944. био је програмиран бушеним картицама и користио је релеје.

| Рачунар                 | Представљен јавности          | Бинаран | Електронски | Програмабилан                     | Универзалан |
| ----------------------- | ----------------------------- | ------- | ----------- | --------------------------------- | ----------- |
| Zuse Z3                 | мај 1941.                     | Да      | Не          | Преко филмских трака              | Да (1998)   |
| Атанасов-Бери рачунар   | лето 1941.                    | Да      | Да          | Не                                | Не          |
| Колос                   | децембар 1943. / јануар 1944. | Да      | Да          | Делимично, преповезивањем каблова | Не          |
| Harvard Mark I/IBM ASCC | 1944.                         | Не      | Не          | Бушеном папирном траком           | Не          |
| ENIAC                   | 1944.                         | Не      | Да          | Делимично, преповезивањем каблова | Да          |
| ENIAC                   | 1948.                         | Не      | Да          | Таблицом Функција РОМ             | Да          |

ABC, ENIAC и Колос су сви користили вакуумске цеви. ENIAC – ови регистри су изводили децималну више него бинарну аритметику налик на Z3 или Атанасов - Бери рачунар.
До 1948. ENIAC је захтевао преповезивање да се програмира, као Колос. Идеја сачуваног програма рачунара са комбинованом меморијом за програм и податке зачета је током развитка ENIAC-а, али није имплементирана у то време зато што је приоритет у Другом светском рату био да се машине производе брзо, и схваћено је да би само 20 локација за складиштење меморије и програма било премало.
Колос и ENIAC су развијени независно један од другог и у тајности као део напора сваке земље у Другом светском рату. Z3 је уништен у савезничком бомбардовању Берлина 1944. Colossus машине су уништене 1945. по наређењима Винстона Черчила и њихово постојање биће држано у тајности све до 1970–их, иако је познавање њихових могућности остало међу британским особљем и Американцима који су радили са њим. ABC је остављен на Државном универзитету Ајове, када је Џон Атаназов позван у Вашингтон да обавља ратна истраживања. ENIAC је, напротив, откривен јавности кроз штампу 1946. Из ових разлога, различите верзије историје рачунарства често наводе формално само ENIAC и Харвард Марк I из овог периода.

## Занимљивости
Занимљиво је да је први тим програмера који су радили на ENIAC-у био састављен само од жена. Њих шест, Џин Бартик, Бети Холбертон, Рут Тејтелбаум, Кетлин Антонели, Марлин Мелцер и Френсис Спенс, изабране су да буду главни програмери ENIAC-а. Биле су познате као "сензационална шесторка". Многе друге жене које су често остале непрепознате дале су допринос ENIAC-у током периода ратног недостатка мушке радне снаге.
Неколико примерака ENIAC-а су изложена у Школи инжењерства и примењене науке при Пенсилванијском универзитету.
Школа инжењерства и примењене науке има четири од оригиналних 40 планова ENIAC-а. Артефакти на приказу представљају приближно једну десетину његове праве величине. Смитсониан има 5 планова у Националном музеју америчке историје у граду Вашингтону. Музеј историје рачунара у Маунтин Вјуу у Калифорнији има изложен један план. Мичигенски универзитет Ан Харбор има 4 плана, које је спасио Артур Буркс (Arthut Burks). Војни музеј Сједињених држава (Абердин, Мериленд) такође држи неке остатке ENIAC-а.
Од 2004, силиконски чип квадратног облика са страницом димензије 0.5 mm има исти капацитет као ENIAC, који је, пак, заузимао читаву собу.
ENIAC се кварио сваких три четири минута али је за време док је радио показивао своју ефикасност и исплативост и брзину рада која је поништавала овај недостатак.